# Frankův Zhořec
Frankův Zhořec (deutsch Franko Zhoretz, 1940–45 Frankenheid) ist ein Ortsteil der Gemeinde Stránecká Zhoř in Tschechien. Er liegt sieben Kilometer westlich von Velké Meziříčí und gehört zum Okres Žďár nad Sázavou.

## Geographie
Frankův Zhořec befindet sich im Süden der Böhmisch-Mährischen Höhe gegenüber an der Einmündung der Žďárka in die Balinka linksseitig auf einer Terrasse über dem Tal. Nordöstlich erhebt sich der Na Babách (527 m), im Osten der Hrbovský vrch (568 m) in westlich die Pavlínovská horka (614 m).
Nachbarorte sind Stránecká Zhoř im Norden, Lavičky im Nordosten, Hrbov und Svařenov im Osten, Šeborov und Uhřínov im Südosten, Horní Heřmanice im Süden, Horní Radslavice und Pohořílky im Südwesten, Otín im Westen sowie Nová Zhoř im Nordwesten.

## Geschichte
Die erste urkundliche Erwähnung der zur Herrschaft Meziříčí gehörigen Ansiedlung Zhořec erfolgte im Jahre 1377. Später wurde der Ort zur Unterscheidung von mehreren gleichnamigen Dörfern als Dolní Zhořec bezeichnet. 1492 kaufte Frank von Dolní Zhořec die Mühle an der Balinka von Jiří von Šeborov. Das Landadelsgeschlecht von Dolní Zhořec hatte seinen Sitz auf einem befestigten Hof in Dolní Zhořec. Nachfolgend wurde der Ort nach dem Besitzer des Hofes als Franko Zhořec bezeichnet.
Als Jan d. Ä. Stránecký von Stránec 1554 Pivcova Zhoř erwarb und danach Sitz einer Herrschaft ausbaute, blieb Franko Zhořec das einzige Dorf in dem Gebiet das nicht zu Pivcova Zhoř gehörte. Lediglich die rechts der Balinka gelegene Freimühle kaufte Stránecký vom Müller Bartoš Skala. Bis 1848 blieb das Dorf zu Velké Meziříčí untertänig.
Nach der Aufhebung der Patrimonialherrschaften bildete Franko Zhořec ab 1850 einen Ortsteil der Gemeinde Uhřínov in der Bezirkshauptmannschaft Velké Meziříčí. Seit den 1880er Jahren wurde der Ort als Frankův Zhorec und seit 1921 als Frankův Zhořec bezeichnet. Zu Beginn des Jahres 1961 wurde das Dorf nach Stránecká Zhoř umgemeindet und zugleich dem Okres Žďár nad Sázavou zugeordnet. Zwischen 1980 und 1990 gehörte das Dorf als Ortsteil zu Měřín. Heute ist Frankův Zhořec vor allem ein Erholungsort am Eingang des tief eingeschnittenen Balinkatales. 1991 hatte der Ort 58 Einwohner. Im Jahre 2001 bestand das Dorf aus 34 Häusern, in denen 54 Menschen lebten.

## Sehenswürdigkeiten
- Kapelle, errichtet 1903